# 감시

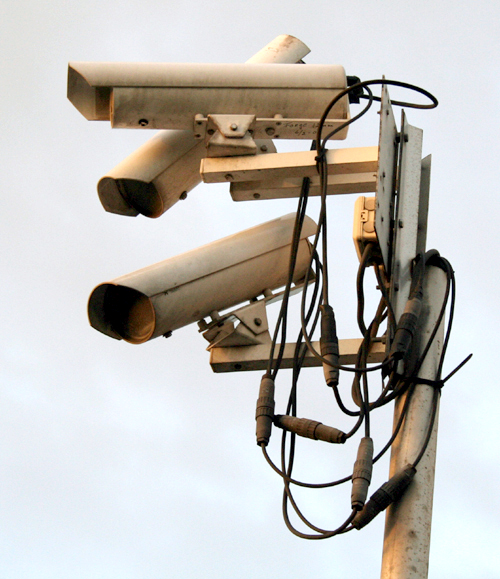
감시 카메라

감시(監視, 영어: surveillance)는 주로 위에서 아래로 주의 깊게 행동을 지켜보는 행위를 말한다. 이러한 특성상 모니터링(monitoring)이라고도 가리킨다.
감시는 정보 수집, 영향, 관리 또는 지시를 목적으로 행동, 다양한 활동 또는 정보를 지속적으로 모니터링하는 것이다. 여기에는 폐쇄회로 텔레비전(CCTV)과 같은 전자 장비를 통한 원격 관찰이나 인터넷 트래픽과 같은 전자적으로 전송되는 정보의 가로채기가 포함될 수 있다. 여기에는 인간정보 수집, 우편물 차단 등 간단한 기술적 방법도 포함될 수 있다.
감시는 예를 들어 이웃을 보호하기 위해 시민들이 사용한다. 이는 간첩 활동, 범죄 예방, 프로세스, 사람, 그룹 또는 개체의 보호, 범죄 조사를 포함한 정보 수집을 위해 정부에서 널리 사용된다. 또한 범죄 조직이 범죄를 계획하고 저지르는 데 사용되며, 기업에서는 범죄자, 경쟁업체, 공급업체 또는 고객에 대한 정보를 수집하는 데에도 사용된다. 이단을 탐지하는 임무를 맡은 종교 단체도 감시를 수행할 수 있다. 감사자는 일종의 감시를 수행한다.
감시의 부산물은 사람들의 프라이버시를 부당하게 침해할 수 있으며 시민 자유 운동가들로부터 종종 비판을 받는다는 것이다. 민주주의 국가에는 정부 및 민간 감시의 사용을 제한하는 법률이 있을 수 있지만 권위주의 정부에는 국내 제한이 거의 없다.
간첩 행위는 정의상 은밀하고 관찰 대상자의 규칙에 따라 일반적으로 불법인 반면, 대부분의 감시 유형은 공개적이고 국가 당국에 의해 합법적이거나 합법적인 것으로 간주된다. 국제 스파이 활동은 모든 유형의 국가에서 흔히 발생하는 것으로 보인다.

## 종류

### RFID 및 지오로케이션 기기
- RFID 태그
- GPS
- 휴대전화

## 같이 보기
- 패놉티콘
- 시놉티콘
- 수베일런스(영어판) - '역(逆)감시'의 의미로서 아래로부터 위로의 감시를 뜻한다
- 대량 감시
- 프라이버시
- 베리칩
- 자기감시